# Solomon H. Steckoll
Solomon H. Steckoll est un journaliste sud-africain qui s'intéresse aux questions juives anciennes. Il effectue des fouilles dans le cimetière de Qumrân et écrit plus tard des livres sur le temple de Jérusalem et les portes de Jérusalem.

## Biographie
En 1966, Steckoll obtient la permission du Département des antiquités jordaniennes d'enquêter sur le cimetière de Qumrân, d'ouvrir deux des tombes et de récupérer deux squelettes masculins. En 1967, il ouvre huit autres tombes, récupérant cinq squelettes masculins et trois féminins.
Au cours de ses investigations, Steckoll trouve également un encrier à Qumrân.
Quand Israël prend le contrôle de la Cisjordanie, Steckoll perd le droit de creuser dans le cimetière. Roland de Vaux l'explique un peu amèrement : « Les autorités de l'occupation israélienne ont interdit à ce Sherlock Holmes de l'archéologie de poursuivre ses recherches à Qumrân.

## Publications
- (en) The gates of Jerusalem, New York et Londres, Praeger et Allen & Unwin, 1968
- (en) The Temple Mount: an illustrated history of Mount Moriah in Jerusalem, Londres, Tom Stacey (en), 1972
- (en) The Alderney Death Camp, Londres, Granada Publishing Limited, 1982 (ISBN 0-583-13478-5)